# Die Hafenbar von Marseille
Die Hafenbar von Marseille (Alternativtitel: Die Dirne und ihr Narr, Originaltitel: Hans le marin) ist ein in Schwarzweiß gedrehtes französisches Kriminaldrama des Regisseurs und Drehbuchautors François Villiers aus dem Jahr 1949. Der Film basiert auf dem Roman Hans le marin des Autors Édouard Peisson. Die Hafenbar von Marseille wurde am 16. November 1949 in Paris uraufgeführt und kam am 28. September 1951 in die bundesdeutschen Kinos. In den Hauptrollen sind Jean-Pierre Aumont, María Montez und Lilli Palmer zu sehen.

## Handlung
Der kanadische Seemann Eric Martin legt mit einem Frachtschiff in Marseille an. Dort lernt er die attraktive Animierdame und Sängerin des „Kit-Cat“-Clubs Dolores kennen und verliebt sich in diese. Sie verspricht ihm, dass sie auf ihn warten würde, bis er von See zurückkehre. Auf dem Weg zurück zum Hafen wird er von den beiden Gangstern Aimé und Victor ausgeraubt und sterbend zurückgelassen. Die beiden drohen Dolores, dass sie sie töten würden, falls sie die beiden verrate. Als Eric in einem Krankenhaus wieder zu sich kommt, stellt er fest, dass der Frachter ohne ihn abgelegt hat. Ohne Papiere und Geld sucht er nach Dolores, diese ist aber verschwunden. Als er sich erholt hat, nimmt er einen Job als Türsteher in einem Nachtclub an. Eines Nachts begegnet er Aimé und Victor im Hafengebiet und tötet Aimé in einem Kampf. Eric lernt die Zigeunerin Tania kennen, die ihn in einem Zigeunerlager versteckt. Dort kümmert sich die junge Wahrsagerin liebevoll um ihn. Der Zigeuner Pierrot besorgt ihm falsche Papiere auf den Namen „Hans Norben“. Von Dolores besessen, kann er diese jedoch nicht vergessen. Als er sie wiedergefunden hat, weist diese ihn ab, da er ihr nichts bedeute. In Rage geraten, bringt er Dolores im Affekt um. Anschließend stellt er sich der Polizei.

## Hintergrundinformationen
Hans le marin (zu „Hans, der Seemann“) ist das Erstlingswerk des renommierten französischen Regisseurs François Villiers, der neben anderen Auszeichnungen im Jahr 1958 für das Filmdrama Wenn die Flut kommt (L’eau vive) den Golden Globe Award für den Besten fremdsprachigen Film bekam.
In den Hauptrollen spielen neben Lilli Palmer auch Villiers älterer Bruder Jean-Pierre Aumont und Aumonts Frau, die dominikanische Schauspielerin María Montez.
In den Vereinigten Staaten kam Hans le marin unter dem Titel Wicked City („Verruchte Stadt“) am 5. September 1951 in die dortigen Kinos.

## Kritiken
Das Lexikon des internationalen Films bemerkt, dass der Film eine „schlichte Handlung“ aufweise. Bemerkenswert sei die „Darstellung des Milieus des Marseiller Hafens“.